# 拉特蘭 (紐約州)
拉特蘭（英語：Rutland）是一個位於美國紐約州傑佛遜縣的鎮。

## 人口
根據2020年美國人口普查的數據，拉特蘭的面積為118.03平方千米，當中陸地面積為117.17平方千米，而水域面積為0.86平方千米。當地共有人口3038人，而人口密度為每平方千米26人。